# Monguel
Monguel este o comună din departamentul Monguel, Regiunea Gorgol, Mauritania, cu o populație de 4.895 locuitori.